# Мартин Касерес
Хосе Мартин Касерес Силва (José Martín Cáceres Silva) е уругвайски професионален футболист. Умее да играе като централен защитник, също така и като краен бранител. Той играе за Либертад.

## Кариера
Касерес започва своята кариера в уругвайския Дефенсор Спортинг през 2006 година и зааписва (26 мача и 4 гола). През февруари 2007 Виляреал подписва петгодишен контракт с бранителя, като трансферната сума, платена на бившия му тим, е около е 1 милион евро. За сезон 2007/2008 Касерес е даден под наем на Рекреативо (34 мача и 2 гола). На 4 юни 2008 Барселона купува защитника за 16,5 милиона евро. Договорът на Касерес с „каталунците“ е до 2012 година, като клаузата за откупуване от друг тим е 50 милиона.

### Национален отбор
Мартин Касерес участва в Световното първенство за младежи до 20 години, проведено през 2007 в Канада. Дебюта си за мъжкия тим на Уругвай прави на 12 септември 2007 г. в мач срещу РЮА.